# Simpson (Kansas)
Pour les articles homonymes, voir Simpson.
Simpson est une ville américaine située dans les comtés de Cloud et de Mitchell, au Kansas. Selon le recensement de 2020, sa population est de 82 habitants.